# جاك هيكي
جاك هيكي (بالإنجليزية: Jack Hickey)‏ هو لاعب كرة قاعدة أمريكي، ولد في 3 نوفمبر 1881 في منيابولس في الولايات المتحدة، وتوفي في 28 ديسمبر 1941 في سياتل في الولايات المتحدة.

## وصلات خارجية
- جاك هيكي على موقعبيزبول رفرنس.كوم (الدوري الرئيسي) (الإنجليزية)
- جاك هيكي على موقعبيزبول رفرنس.كوم (الدوري الثانوي) (الإنجليزية)